# Im Nin’alu
Im Nin’alu (אם ננעלו) ist ein hebräisches Gedicht des Rabbis Shalom Shabazi (שלום שבזי) aus dem 17. Jahrhundert, das von der israelischen Sängerin Ofra Haza in Musik übertragen und gesungen wurde. Eine Remixversion ihrer Vertonung entwickelte sich 1988/89 zum internationalen Nummer-eins-Hit in mindestens vier Ländern, darunter Deutschland, die Schweiz, Norwegen und Spanien. In weiteren Ländern erreichte es Chartplatzierungen unter den Top Ten, so Platz zwei in Österreich. In Großbritannien erreichte das Lied Platz 15. In Deutschland war es 1988 nach Don’t Worry, Be Happy die Single, die am zweitlängsten auf Platz eins stand (acht Wochen).

## Geschichte
Das Gedicht des Rabbis Shalom Shabazi beginnt mit den Worten: „Selbst wenn die Pforten der Reichen sich schließen werden, die Pforten des Himmels werden immer offen bleiben.“
Ofra Haza führte den Song erstmals mit dem Shechunat Hatikva Workshop Theatre auf, diese Version wurde auch 1978 im Sender IBA’s General Television gezeigt. 1984 erschien er auf dem Album Yemenite Songs. Internationale Popularität erreichte das Lied, als eine Remixversion davon, die von Bezalel Aloni und Izhar Ashdot produziert wurde und auch auf dem Album Shaday enthalten war, sich 1988 zum Singlehit entwickelte. In den USA erreichte das Stück Platz 15 der Billboard Hot Dance Music/Club Play Charts und Platz 18 der Hot Modern Rock Tracks. Die Single war eine der ersten Weltmusik-Aufnahmen, die zu einem Singlehit wurden. Der Song verkaufte sich weltweit über drei Millionen Mal und steigerte Ofra Hazas internationale Bekanntheit zusätzlich.
1997 erschien das Lied erneut auf dem Album Ofra Haza, das von Frank Peterson von Enigma und Gregorian produziert wurde.

## Chartplatzierungen
| ChartsChartplatzierungen     | Höchstplatzierung | Wochen |
| ---------------------------- | ----------------- | ------ |
| Deutschland (GfK)            | 1 (18 Wo.)        | 18     |
| Österreich (Ö3)              | 2 (14 Wo.)        | 14     |
| Schweiz (IFPI)               | 1 (15 Wo.)        | 15     |
| Vereinigtes Königreich (OCC) | 15 (8 Wo.)        | 8      |

| ChartsJahrescharts (1988) | Platzierung |
| ------------------------- | ----------- |
| Deutschland (GfK)         | 2           |
| Österreich (Ö3)           | 11          |
| Schweiz (IFPI)            | 4           |

## Auszeichnungen für Musikverkäufe
| Land/Region        | Auszeichnungen für Musikverkäufe (Land/Region, Auszeichnung, Verkäufe) | Verkäufe |
| ------------------ | ---------------------------------------------------------------------- | -------- |
| Deutschland (BVMI) | Gold                                                                   | 250.000  |
| Frankreich (SNEP)  | Silber                                                                 | 250.000  |
| Schweden (IFPI)    | Gold                                                                   | 25.000   |
| Insgesamt          | 1× Silber · 2× Gold ·                                                  | 525.000  |

## Weitere Versionen
Das Lied wurde von einigen Musikern gesampelt, so bereits 1987 von Coldcut im Seven Minutes of Madness-Remix der Single Paid in Full des Rap-Duos Eric B. & Rakim, was die Nachfrage nach dem Original von Ofra Haza erhöht hatte.
Snoop Dogg benutzte das Sample von Paid in Full in Paper’d Up auf seinem Album Paid tha Cost to Be da Bo$$.